# Mordellochroa shibatai
Mordellochroa shibatai is een keversoort uit de familie spartelkevers (Mordellidae). De wetenschappelijke naam van de soort is voor het eerst geldig gepubliceerd in 1987 door Kiyoyama.